# Alice Constance Austin
Alice Constance Austin   (Chicago, març 1862 - Inglewood, 17 de desembre de 1955) és una arquitecta i dissenyadora autodidacta nord-americana que va planificar la colònia cooperativa Llano del Río, a Califòrnia, que incloïa diferents propostes destinades a millorar la vida de les dones.

## Biografia
Els seus pares van ser Joseph B. i Sarah L. Austin. Si bé no va tenir educació formal, és considerada arquitecta, urbanista i dissenyadora. Les seves idees arquitectòniques tenien un correlat amb el feminisme radical i amb el socialisme, als quals adheria ferventment.

## Trajectòria
El seu projecte més important va ser la planificació de la colònia Llano del Río (1914), a la Vall de l'Antílop, al nord de Los Angeles, Califòrnia. Aquest treball va influenciar el disseny de les ciutats i la planificació urbana, encara que mai va arribar a completar-se del tot a causa de la falta de capital, els problemes que es van generar entre els propis pobladors i a l'escassetat d'aigua a la regió. La colònia va ser abandonada el 1918.
L'encàrrec de Llano del Río va arribar a Austin a través de l'advocat socialista Job Harriman, que s'havia presentat per a la intendència de Los Angeles i va perdre les eleccions. Va ser llavors quan va començar construir el seu somni de crear una colònia cooperativa en aquestes terres desèrtiques i va entusiasmar a Austin amb la seva iniciativa. Els seus conceptes feministes van complementar en gran manera les idees socialistes de Harriman: tots dos buscaven la igualtat social dins d'una societat netament patriarcal. Van imaginar una ciutat circular completa amb escoles, edificis administratius, esglésies i fins a restaurants. La mirada innovadora i feminista d'Austin es va reflectir en el disseny del pla mestre, que incloïa un sistema de túnels subterranis per accedir als serveis comuns com la bugaderia, l'assistència de salut, un servei de cuina i lliurament de menjar i el transport de subministraments i mercaderies. El disseny dels habitatges va apuntar a estalviar i facilitar la tasca domèstica de les dones. Les kitchenless house (cases sense cuina) -es proveïen a través d'aquestes cuines comunitàries subterrànies-, el disseny de mobles pràctics i funcionals encastats en les parets, llits plegables i la calefacció per pis radiant amb ceràmiques en lloc de catifes eren proposades d'Austin revolucionàries per a aquells anys. Estava convençuda que si les activitats domèstiques i familiars de les dones es reduïen, organitzaven i facilitaven, aquestes tindrien la possibilitat d'entrar plenament en l'esfera pública.
Si ben Llano del Rio va ser un cas reeixit de socialisme americà, d'alguna manera va fracassar com una comunitat igualitària i lliure de racisme. Les convocatòries que es realitzaven per reclutar nous pobladors transmetien un missatge genuïnament socialista: “Una porta d'entrada a la llibertat a través de l'acció cooperativa”. Però al mateix temps aclarien que quedaven exclosos “els negres, hindús, mongoles i malais” per no considerar convenient la mescla de races. Això en temps en què moltes persones i famílies de diversos orígens racials buscaven una destinació lluny de les grans ciutats interessades a formar part d'aquestes noves comunitats. D'altra banda, l'organització social de la comunitat va sofrir complicacions a mesura que es poblava. Colles, lluites de poder, reunions secretes, els atacs a Harriman de mitjans poderosos com The Times i la Primera Guerra Mundial que es va portar a la majoria de la població masculina, sumat a la falta de capital i d'aigua, van fer que el projecte arribés a la seva fi sola quatre anys després d'haver començat.
Els seus esforços per incorporar les seves idees feministes en la història de la planificació de la ciutat no van anar en va. El seu treball va influir en l'evolució de temes fonamentals com el salari mínim, la seguretat social, l'habitatge social per a dones en situació de carrer, el benestar i l'assistència sanitària universal.

## Publicacions
En 1935, vint anys després de l'experiència en Llano de Río, Austin va publicar el seu llibre El Proper Pas, com planificar per a bellesa, el confort, i la pau, amb grans estalvis obtinguts per la reducció de residus. Allí va escriure sobre les dificultats que va tenir amb el projecte Pla del Riu, i algunes d'altres idees sobre la planificació.